# Shelocta
Shelocta es un borough ubicado en el condado de Indiana en el estado estadounidense de Pensilvania. En el año 2000 tenía una población de 127 habitantes y una densidad poblacional de 475.5 personas por km².

## Geografía
Shelocta se encuentra ubicado en las coordenadas 40°39′20″N 79°18′07″O / 40.65556, -79.30194.

## Demografía
Según la Oficina del Censo en 2000 los ingresos medios por hogar en la localidad eran de $44,167 y los ingresos medios por familia eran $45,833. Los hombres tenían unos ingresos medios de $25,000 frente a los $17,292 para las mujeres. La renta per cápita para la localidad era de $16,763. Alrededor del 1.6% de la población estaba por debajo del umbral de pobreza.